# Angela Michalowsky
Angela Michalowsky (* 10. November 1951 in Dresden als Angela Cassens, vormals Angela Michalowski) ist eine ehemalige deutsche Badmintonspielerin. Sie gewann 7 DDR-Einzel- und 10 DDR-Mannschaftstitel für Einheit Greifswald. Mit 23 Siegen bei insgesamt 25 Einsätzen in der Nationalmannschaft ist sie die erfolgreichste Nationalspielerin der DDR. Sie ist die Schwester von Claus Cassens und die Schwägerin von Monika Cassens. Angelas Ehemann Edgar ist ebenfalls ein erfolgreicher ehemaliger Badmintonspieler. Für sportliche Erfolge der Michalowsky-Großfamilie sorgten des Weiteren Ilona Michalowsky, Norbert Michalowsky, Lothar Michalowsky, Katja Michalowsky und Petra Michalowsky.
Die durch ein Versehen eines Standesbeamten unterschiedliche Schreibweise der Nachnamen der Michalowski(y)-Familie wurde nach der Wende auf ein finales Ypsilon vereinheitlicht.
Angela Michalowsky lebt heute gemeinsam mit ihrem Ehemann Edgar in Weitenhagen. Vereinzelt spielt sie heute noch in der Oberligamannschaft des BSV Einheit Greifswald, häufiger spielt sie in der Landesliga Mecklenburg-Vorpommern.
2008 konnte sie mit dem Gewinn der Europameisterschaft im Dameneinzel O55 im spanischen Punta Umbria einen weiteren großen Erfolg feiern. 2009 gewann sie an selber Stelle den Weltmeistertitel im Dameneinzel O55 und krönte damit ihre lange Laufbahn.

## Sportliche Erfolge

### Nationale Titel
| Saison    | Veranstaltung                  | Disziplin   | Sieger |
| --------- | ------------------------------ | ----------- | --- |
| 1970/1971 | DDR-Studentenmeisterschaft     | Damendoppel | Christine Zierath / Angela Cassens (Ernst-Moritz-Arndt-Universität Greifswald – Einheit Greifswald) |
| 1971/1972 | DDR-Mannschaftsmeisterschaft   | Mannschaft  | Einheit Greifswald (Edgar Michalowsky, Erfried Michalowsky, Klaus Müller, Hubert Wagner, Jürgen Schulz, Ralf Peters, Hans-Peter Bösel, Jürgen Brösel, Angela Cassens, Spörke, Christine Zierath)                     |
| 1972/1973 | DDR-Studentenmeisterschaft     | Damendoppel | Christine Zierath / Angela Michalowsky (Ernst-Moritz-Arndt-Universität Greifswald – Einheit Greifswald) |
| 1972/1973 | DDR-Mannschaftsmeisterschaft   | Mannschaft  | Einheit Greifswald (Erfried Michalowsky, Edgar Michalowsky, Klaus Müller, Ralf Peters, Michael Franz, Hubert Wagner, Christine Zierath, Renate Thurow, Angela Michalowsky)                                           |
| 1973/1974 | DDR-Mannschaftsmeisterschaft   | Mannschaft  | Einheit Greifswald (Erfried Michalowsky, Edgar Michalowsky, Klaus Müller, Hubert Wagner, Hans-Peter Meyer, Jürgen Müller, Dieter Spaller, Jürgen Schulz, Angela Michalowsky, Christine Zierath, Brigitte Schröder)   |
| 1974/1975 | DDR-Einzelmeisterschaft        | Damendoppel | Christine Zierath / Angela Michalowsky (Einheit Greifswald) |
| 1974/1975 | DDR-Einzelmeisterschaft        | Mixed       | Erfried Michalowsky / Angela Michalowsky (Einheit Greifswald) |
| 1975/1976 | DDR-Einzelmeisterschaft        | Damendoppel | Christine Zierath / Angela Michalowsky (Einheit Greifswald) |
| 1975/1976 | DDR-Mannschaftsmeisterschaft   | Mannschaft  | Einheit Greifswald (Edgar Michalowsky, Erfried Michalowsky, Hans-Peter Apler, Klaus Müller, Uwe Kämmer, Norbert Michalowsky, Jürgen Brösel, Angela Michalowsky, Christine Zierath, Renate Thurow, Ilona Michalowsky) |
| 1975/1976 | DDR-Einzelmeisterschaft        | Mixed       | Erfried Michalowsky / Angela Michalowsky (Einheit Greifswald) |
| 1976/1977 | DDR-Einzelmeisterschaft        | Damendoppel | Christine Zierath / Angela Michalowsky (Einheit Greifswald) |
| 1976/1977 | DDR-Mannschaftsmeisterschaft   | Mannschaft  | Einheit Greifswald (Edgar Michalowsky, Erfried Michalowsky, Michael Franz, Norbert Michalowsky, Klaus Müller, Renate Thurow, Angela Michalowsky, Christine Zierath)                                                  |
| 1976/1977 | DDR-Einzelmeisterschaft        | Mixed       | Erfried Michalowsky / Angela Michalowsky (Einheit Greifswald) |
| 1977/1978 | DDR-Mannschaftsmeisterschaft   | Mannschaft  | Einheit Greifswald (Edgar Michalowsky, Erfried Michalowsky, Michael Franz, Uwe Kämmer, Angela Michalowsky, Ilona Michalowsky, Birgit Kämmer, Christine Zierath)                                                      |
| 1977/1978 | DDR-Einzelmeisterschaft        | Mixed       | Erfried Michalowsky / Angela Michalowsky (Einheit Greifswald) |
| 1978/1979 | DDR-Mannschaftsmeisterschaft   | Mannschaft  | Einheit Greifswald (Erfried Michalowsky, Edgar Michalowsky, Uwe Kämmer, Thomas Greeck, Jürgen Brösel, Christine Zierath, Angela Michalowsky, Ilona Michalowsky)                                                      |
| 1979/1980 | DDR-Mannschaftsmeisterschaft   | Mannschaft  | Einheit Greifswald (Edgar Michalowsky, Erfried Michalowsky, Michael Franz, Thomas Mundt, Klaus Müller, Norbert Michalowsky, Petra Michalowsky, Christine Zierath, Ilona Michalowsky, Angela Michalowsky)             |
| 1980/1981 | DDR-Mannschaftsmeisterschaft   | Mannschaft  | Einheit Greifswald (Erfried Michalowsky, Edgar Michalowsky, Thomas Mundt, Michael Franz, Thomas Greeck, Angela Michalowsky, Petra Michalowsky, Birgit Kämmer, Ilona Michalowsky, Christine Zierath)                  |
| 1985/1986 | DDR-Seniorenmeisterschaft AK I | Damendoppel | Angela Michalowsky / Christine Retzlaff (Einheit Greifswald) |
| 1985/1986 | DDR-Seniorenmeisterschaft AK I | Mixed       | Joachim Schimpke / Angela Michalowsky (Fortschritt Tröbitz / Einheit Greifswald) |
| 1987/1988 | DDR-Seniorenmeisterschaft AK I | Damendoppel | Angela Michalowsky / Christine Retzlaff (Einheit Greifswald) |
| 1987/1988 | DDR-Seniorenmeisterschaft AK I | Mixed       | Joachim Schimpke / Angela Michalowsky (Einheit Greifswald) |
| 1988/1989 | DDR-Mannschaftsmeisterschaft   | Mannschaft  | Einheit Greifswald (Thomas Mundt, André Wiechmann, Mike Joseph, Edgar Michalowsky, Erfried Michalowsky, Thomas Greeck, Jens Thonack, Joachim Schimpke, Petra Michalowsky, Sandra Kraft, Angela Michalowsky)          |